# Brilliance Tun
Brilliance Tun (кит. 中华豚; пиньинь Zhongua Tun) — городской автомобиль, выпускавшийся китайской автомобилестроительной компанией Brilliance China Auto с 2014 по 2015 год.

## Описание
Разработка автомобиля Brilliance Tun началась в середине 2012 года под индексом H120, затем в ноябре 2013 года автомобиль был представлен на автосалоне в Гуанчжоу под индексом CaCa. Продажи автомобиля начались в сентябре 2014 года по ценам от 29800 до 45800 юаней. Конкурентами автомобиля являются Chery QQ3, Changan BenBen, JAC Yueyue и Toyota Yaris. Из-за проблем с продажами производство автомобилей Brilliance Tun было остановлено в 2015 году.

## Технические характеристики
Brilliance Tun оснащался 1,3-литровым двигателем Brilliance 4A13 мощностью 65 кВт (88 л. с.) и крутящим моментом 120 Н·м. Он сочетался в паре с пятиступенчатой механической трансмиссией.

## Галерея

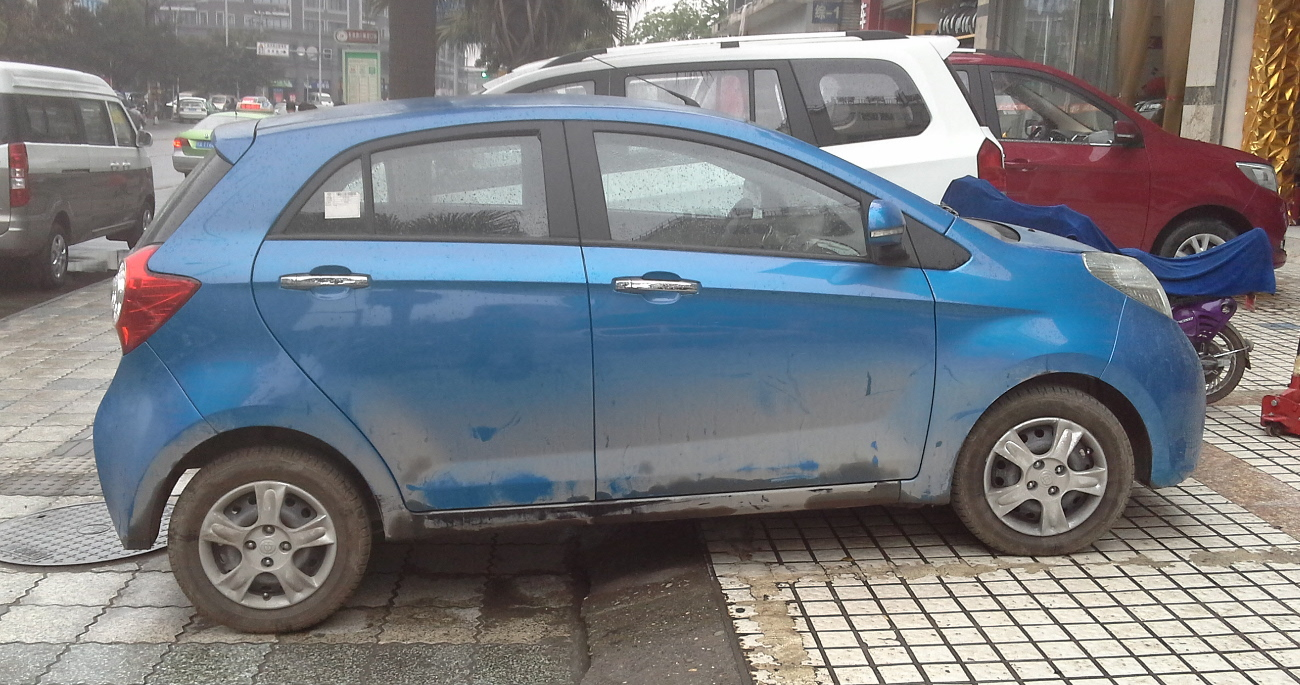
Вид сбоку
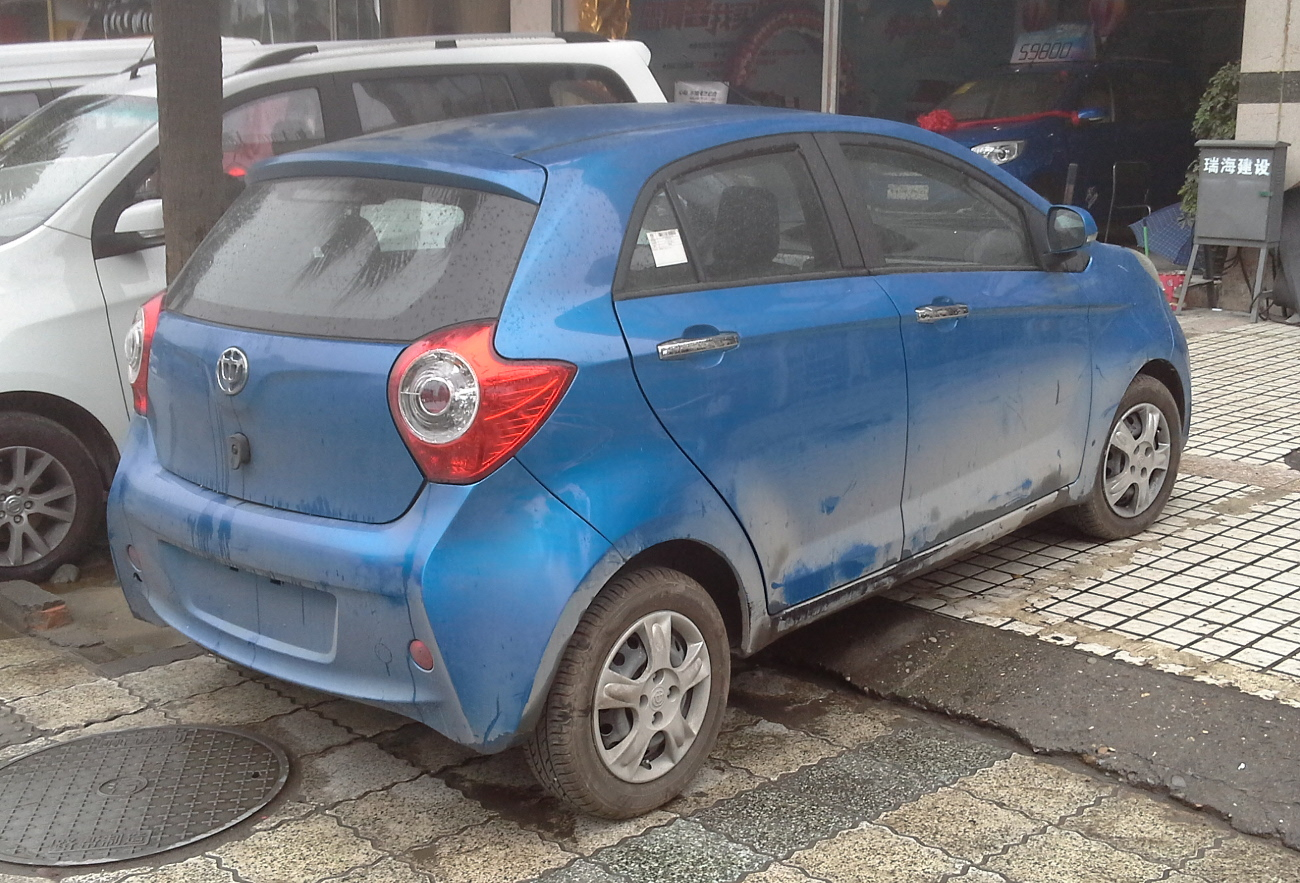
Вид сзади